# 催促
| ウィキペディアには「催促」という見出しの百科事典記事はありません（タイトルに「催促」を含むページの一覧/「催促」で始まるページの一覧）。 代わりにウィクショナリーのページ「催促」が役に立つかもしれません。 |